# 小行星8505
小行星8505（英語：8505）是一颗围绕太阳公转的小行星。1990年12月19日，上田清二、金田宏在钏路市发现了此天体。
这颗小行星的绝对星等为322.75175等。